# Archettes
Archettes és un municipi francès, situat al departament dels Vosges i a la regió del Gran Est. L'any 2007 tenia 1.084 habitants.

## Demografia

### Població
El 2007 la població de fet d'Archettes era de 1.084 persones. Hi havia 464 famílies, de les quals 124 eren unipersonals (56 homes vivint sols i 68 dones vivint soles), 176 parelles sense fills, 128 parelles amb fills i 36 famílies monoparentals amb fills.
La població ha evolucionat segons el següent gràfic:
Habitants censats

### Habitatges
El 2007 hi havia 505 habitatges, 475 eren l'habitatge principal de la família, 12 eren segones residències i 18 estaven desocupats. 404 eren cases i 99 eren apartaments. Dels 475 habitatges principals, 359 estaven ocupats pels seus propietaris, 108 estaven llogats i ocupats pels llogaters i 8 estaven cedits a títol gratuït; 6 tenien una cambra, 35 en tenien dues, 63 en tenien tres, 129 en tenien quatre i 242 en tenien cinc o més. 390 habitatges disposaven pel capbaix d'una plaça de pàrquing. A 167 habitatges hi havia un automòbil i a 238 n'hi havia dos o més.

### Piràmide de població
La piràmide de població per edats i sexe el 2009 era:
| Homes | Edats   | Dones |
| ----- | ------- | ----- |
| 0     | 95 o +  | 0     |
| 0     | 90 a 94 | 8     |
| 0     | 85 a 89 | 4     |
| 12    | 80 a 84 | 0     |
| 4     | 75 a 79 | 20    |
| 20    | 70 a 74 | 20    |
| 16    | 65 a 69 | 32    |
| 52    | 60 a 64 | 40    |
| 32    | 55 a 59 | 32    |
| 48    | 50 a 54 | 40    |
| 28    | 45 a 49 | 48    |
| 44    | 40 a 44 | 44    |
| 48    | 35 a 39 | 44    |
| 20    | 30 a 34 | 32    |
| 24    | 25 a 29 | 32    |
| 12    | 20 a 24 | 20    |
| 56    | 15 a 19 | 36    |
| 40    | 10 a 14 | 40    |
| 24    | 5 a 9   | 20    |
| 20    | 0 a 4   | 12    |

## Economia
El 2007 la població en edat de treballar era de 734 persones, 542 eren actives i 192 eren inactives. De les 542 persones actives 496 estaven ocupades (272 homes i 224 dones) i 46 estaven aturades (26 homes i 20 dones). De les 192 persones inactives 92 estaven jubilades, 58 estaven estudiant i 42 estaven classificades com a «altres inactius».

### Ingressos
El 2009 a Archettes hi havia 468 unitats fiscals que integraven 1.081,5 persones, la mediana anual d'ingressos fiscals per persona era de 19.050 €.

### Activitats econòmiques
Dels 19 establiments que hi havia el 2007, 1 era d'una empresa alimentària, 1 d'una empresa de fabricació d'altres productes industrials, 7 d'empreses de construcció, 2 d'empreses de comerç i reparació d'automòbils, 4 d'empreses de serveis, 3 d'entitats de l'administració pública i 1 d'una empresa classificada com a «altres activitats de serveis».
Dels 5 establiments de servei als particulars que hi havia el 2009, 2 eren paletes, 1 fusteria i 2 electricistes.
L'únic establiment comercial que hi havia el 2009 era una fleca.
L'any 2000 a Archettes hi havia 8 explotacions agrícoles que ocupaven un total de 172 hectàrees.

## Equipaments sanitaris i escolars
El 2009 hi havia 1 escola maternal i 1 escola elemental.

## Poblacions més properes
El següent diagrama mostra les poblacions més properes.